# Real Basílica de San Lorenzo
La iglesia-basílica de San Lorenzo es un templo barroco de la ciudad de Huesca construido entre 1608 y 1703. Fue edificada sobre un antiguo templo románico, que fue posteriormente ampliado en el siglo XIV en estilo gótico durante el reinado de Jaime II de Aragón. Se encuentra en la Plaza de San Lorenzo, en lo que fue la morería o barrio aljama de la ciudad, en extramuros. Está dedicada al santo patrón de la ciudad, ya que, según la tradición, era aquí dónde vivían sus progenitores.

## El edificio
La iglesia de San Lorenzo fue construida sobre un templo románico de pequeñas dimensiones, que fue ampliado posteriormente por una fábrica en traza gótica, de la que se conservan varios vestigios en la torre, en el retablo mayor y en el atrio.
La iglesia se desarrolla en planta salón, formada por tres naves de la misma altura divididas en cuatro tramos por pilares cruciformes cubiertos mediante bóvedas de lunetos, con capillas laterales de los siglos XVI y XVII entre contrafuertes. La gran cúpula sobre pechinas que cubre el crucero, data de 1723 y preside un conjunto interior iluminado por vanos de medio punto con vidrieras que apaciguan la claridad de la luz, provocando un efecto solemne de la amplia estructura del templo.
En la sacristía se guarda el busto de San Lorenzo en plata (siglo XVI) que cada 10 de agosto sale acompañado por los Danzantes en su recorrido hasta la Catedral. En ella también se encuentran varios lienzos documentados a nombre de Antonio Bisquert, pintor valenciano del siglo XVII establecido en Teruel, que representan la vida de San Lorenzo.
La fachada de ladrillo sobre zócalo de piedra, fue diseñada en el siglo XVIII por José Sofí. Ésta se desarrolla en tres cuerpos principales flanqueados por pilastras. Tiene forma de parrilla invertida (la torre se asemeja al mango y las hileras de ladrillos adosadas a los laterales, las rejas). El tramo central corresponde al acceso, sobre el que se eleva la torre, que corresponde a la antigua fábrica. Está compuesta por dos cuerpos, el superior formado por amplios vanos de medio punto. El pórtico de entrada, de estructura semejante a los laterales, se compone en arco de medio punto con hornacina superior dedicada a San Lorenzo.

## Títulos
La iglesia de San Lorenzo de Huesca ostenta los siguientes títulos:
- Real, por las donaciones que, a lo largo de su historia, le otorgaron numerosos monarcas aragoneses y españoles como Jaime I, Jaime II, Fernando el Católico o Felipe II.
- Parroquial, por ser parroquia de su origen y fundación del barrio o población donde se ubicó.
- Colegial, por darse en ella desde tiempo inmemorial un Colegio o Capítulo de beneficiados.
- Basílica, al concederle tal título el Papa León XIII en 1884, como recuerda la lápida colocada en el atrio.
- Agregada a la de San Juan de Letrán, Roma desde el siglo XIII.

## Galería

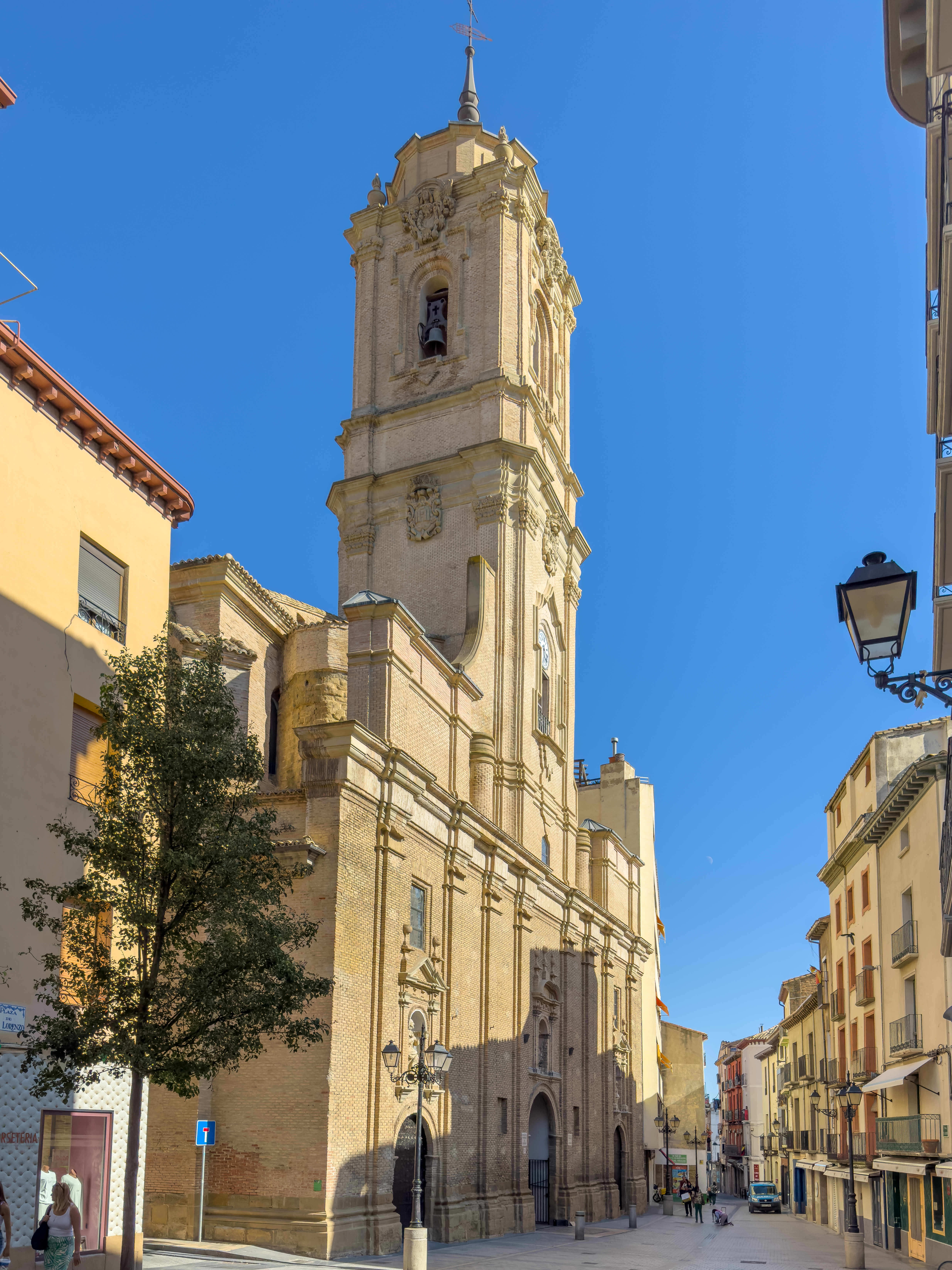
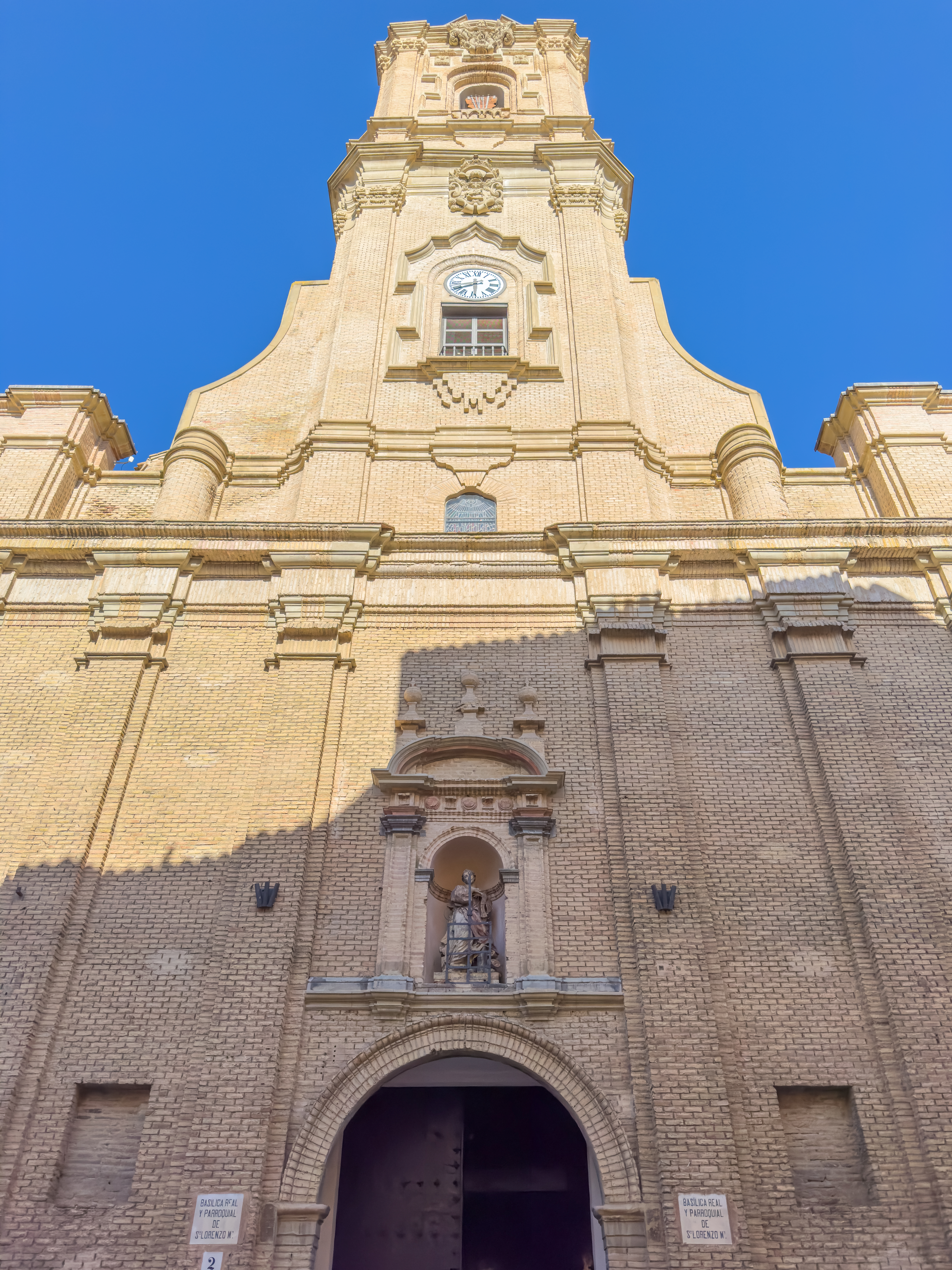
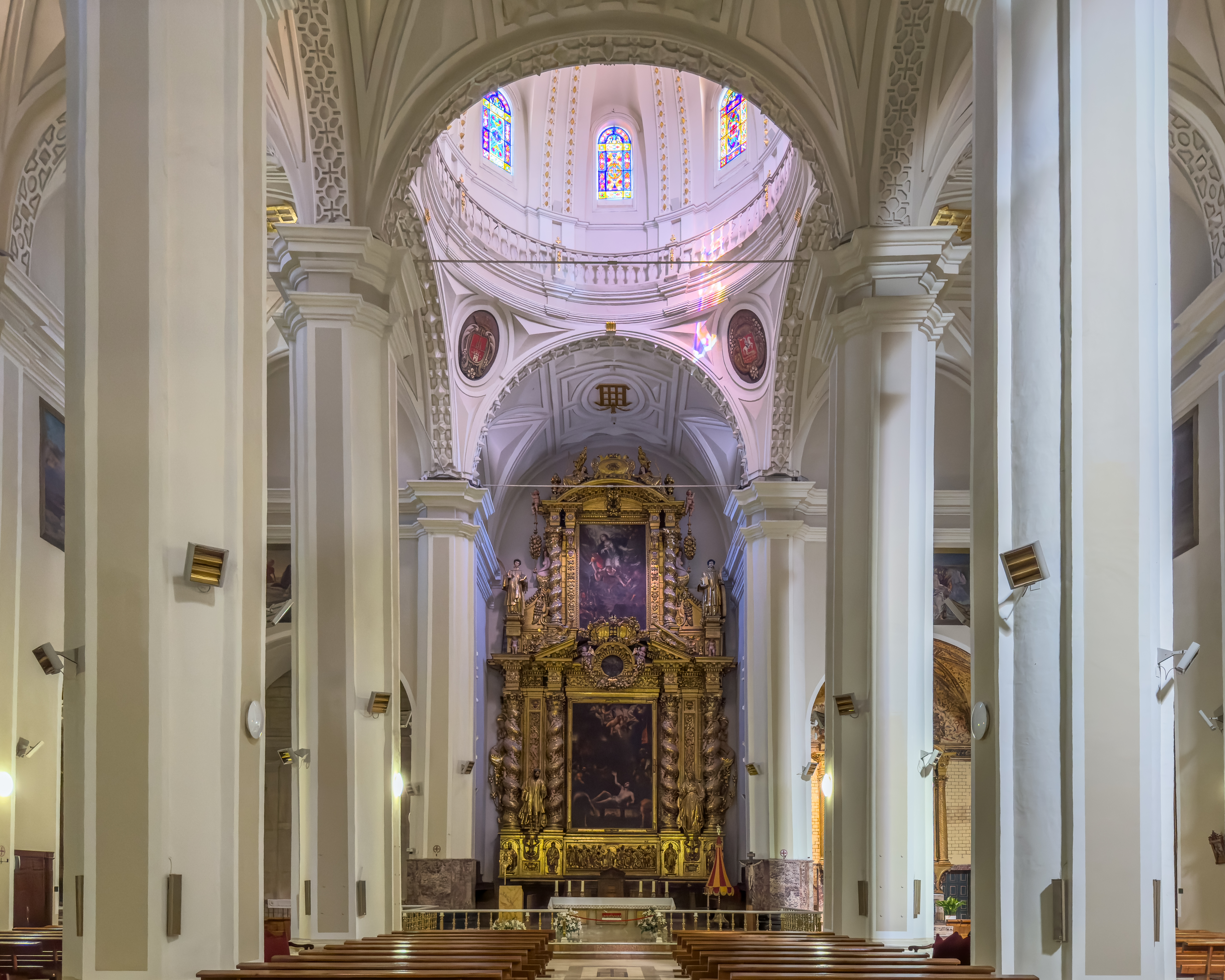
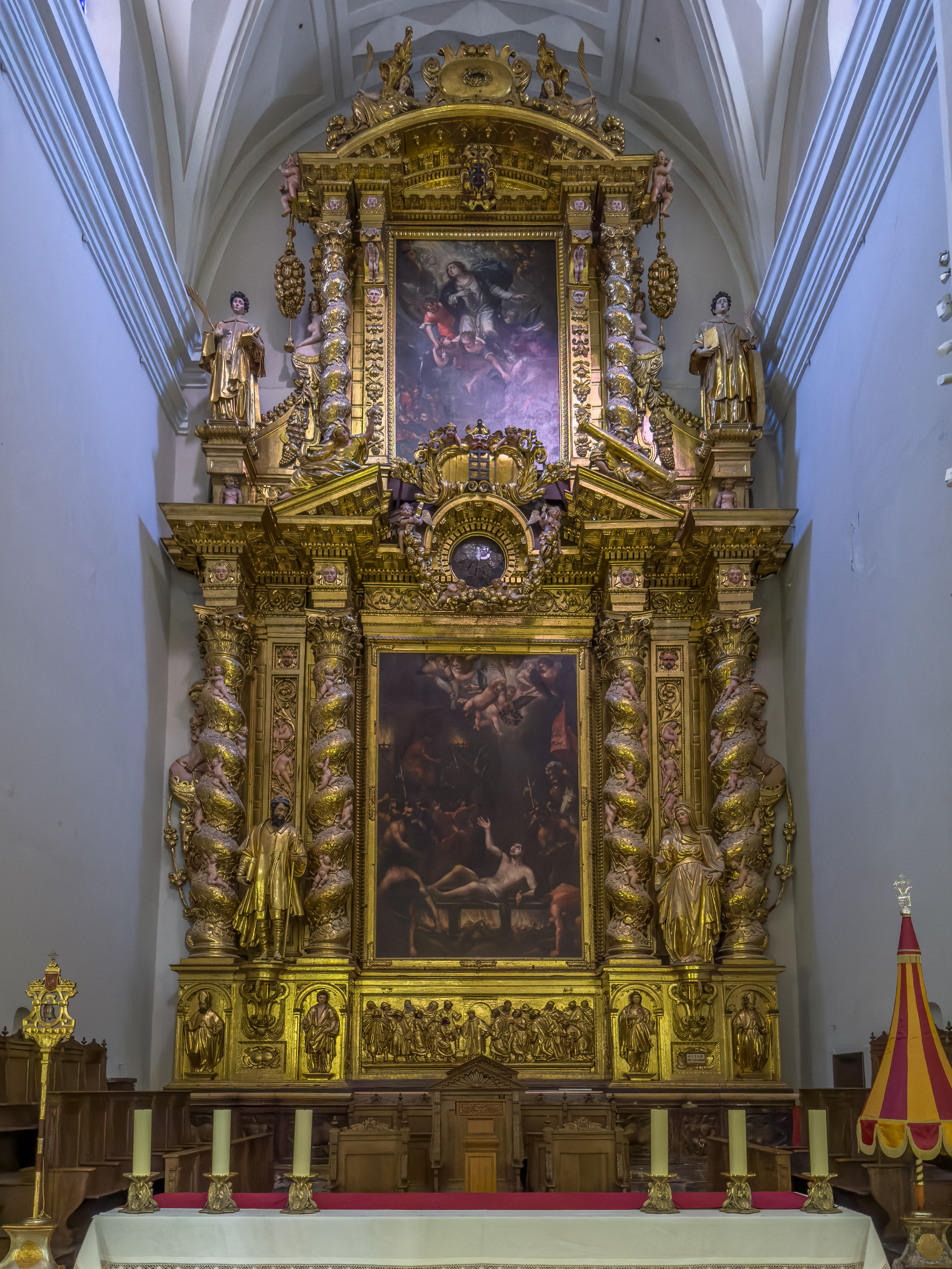
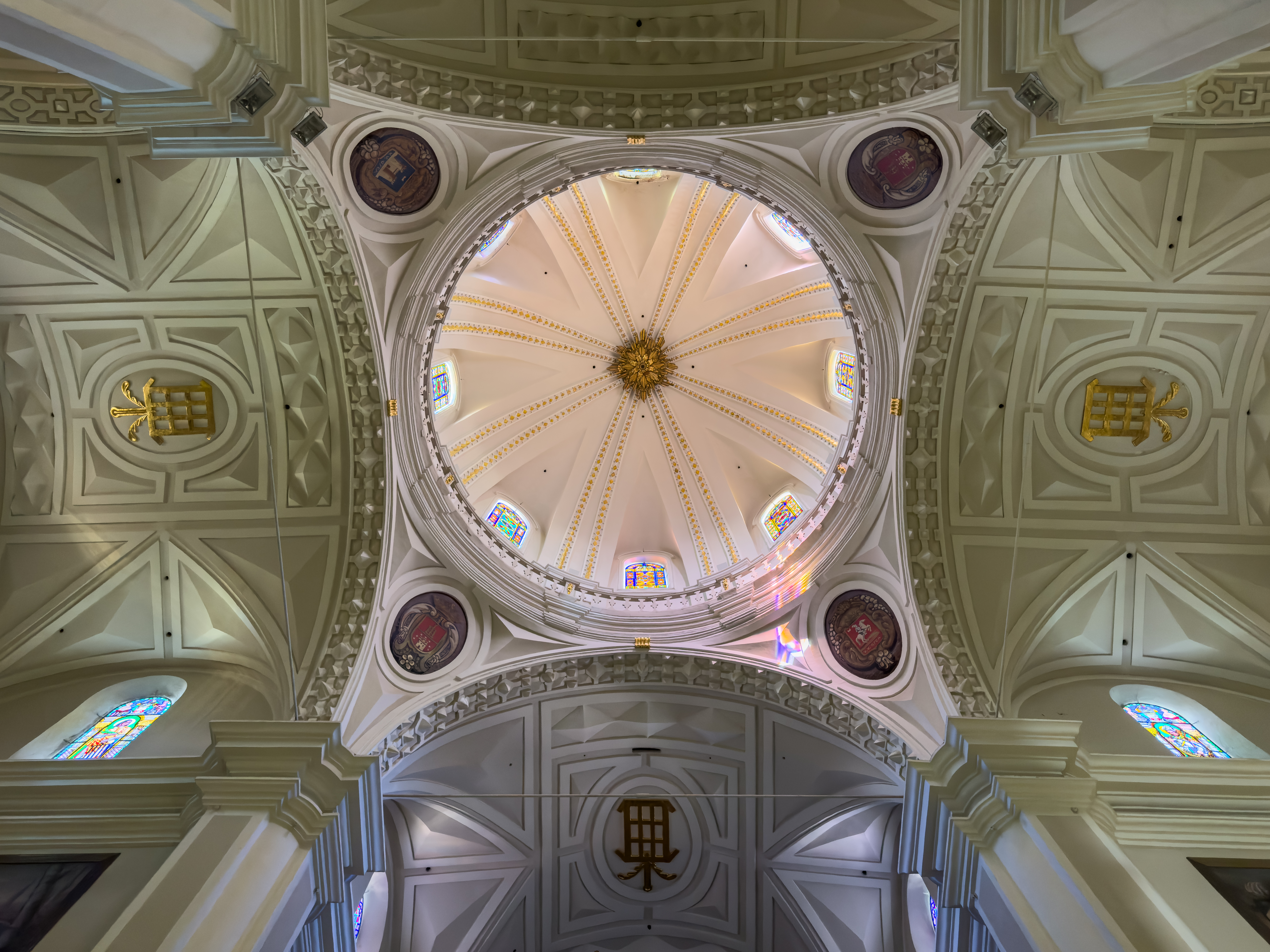
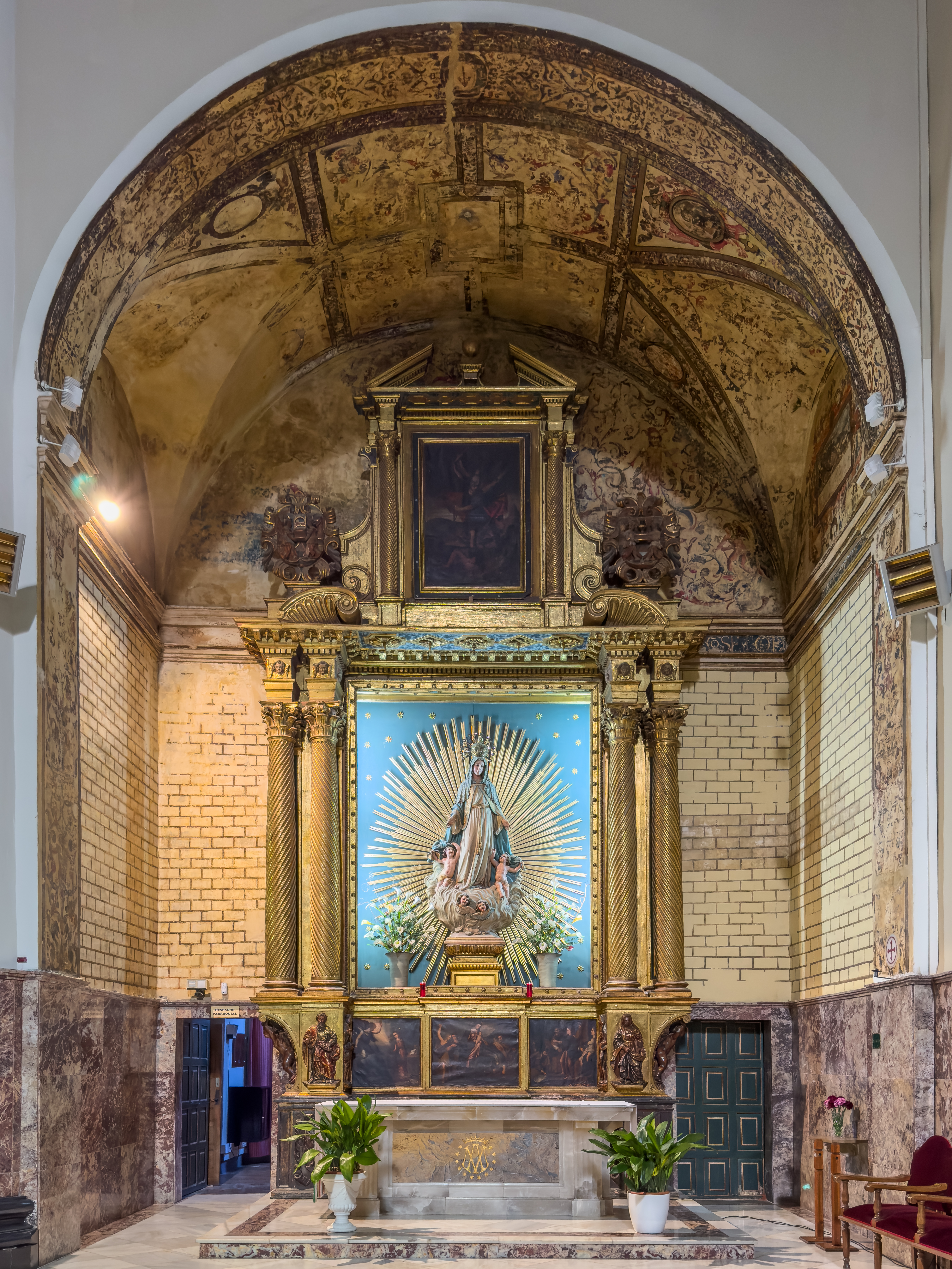
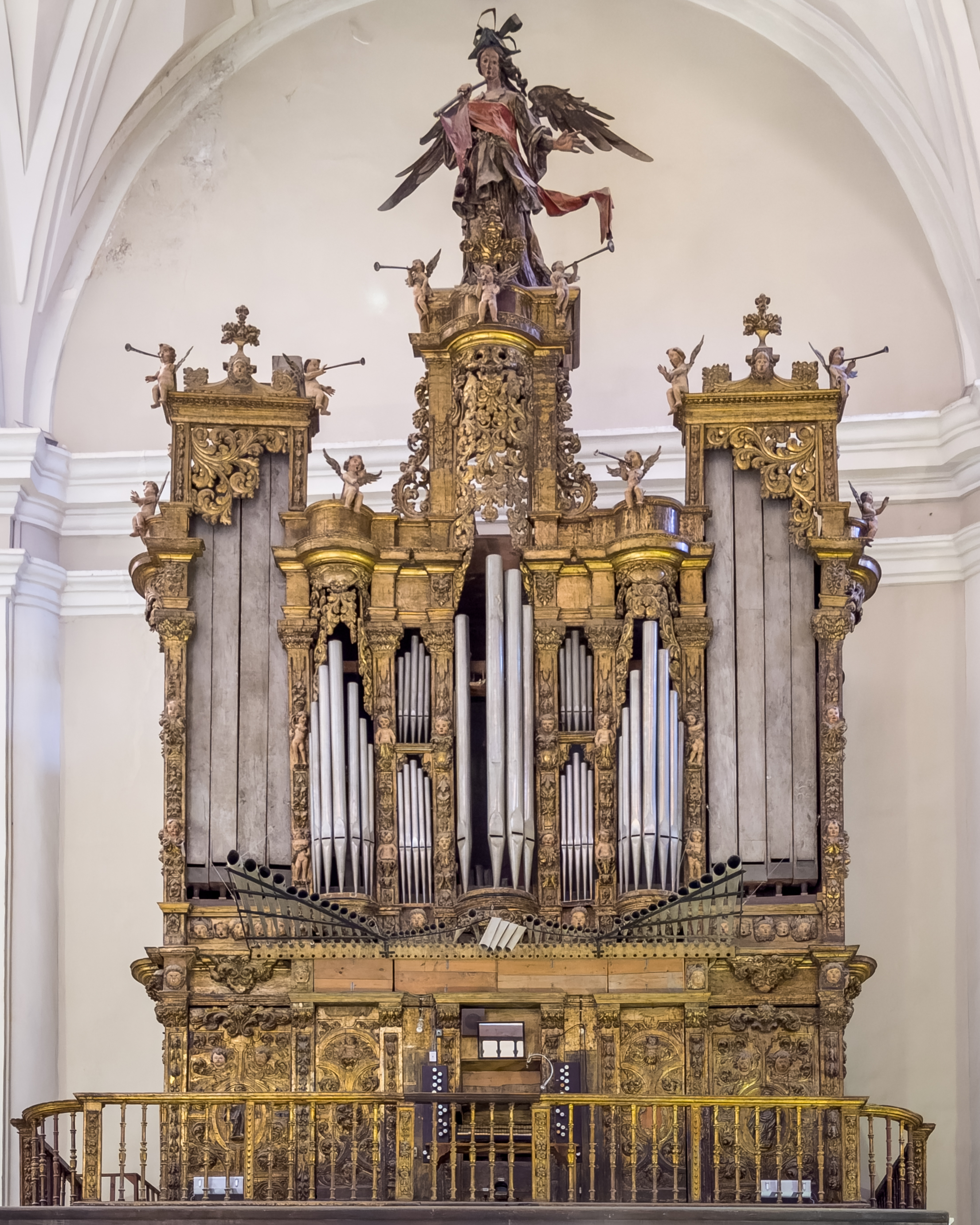